# Kecerovský Lipovec
Kecerovský Lipovec és un poble i municipi d'Eslovàquia. Es troba a la regió de Košice, a l'est del país.

## Història
La primera referència escrita de la vila data del 1229.

## Demografia
| Godina             | 1994 | 2004    | 2014   | 2024    |
| ------------------ | ---- | ------- | ------ | ------- |
| Nombre de persones | 155  | 112     | 122    | 100     |
| Diferència         |      | −27,74% | +8,92% | −18,03% |

| Godina             | 2023 | 2024   |
| ------------------ | ---- | ------ |
| Nombre de persones | 101  | 100    |
| Diferència         |      | −0,99% |